# Derricia Castillo-Salazar
Derricia Castillo-Salazar, née en 1988, également connue sous le nom de Derricia Jael Castillo, est une femme officier militaire bélizienne, officier de maintenance des avions des Forces armées béliziennes et militante LGBT. Elle est la cofondatrice et présidente de l'association Our Circle (« Notre cercle »), qui se consacre à l'inclusion de la communauté LGBT.

## Biographie
Derricia Castillo-Salazar suit une formation d'un an pour apprendre le fonctionnement d'un hélicoptère. Elle fait partie des treize techniciens spécialisés chargés de maintenir en conditions opérationnelles trois hélicoptères des Forces armées béliziennes, ainsi que du premier personnel de maintenance d'hélicoptères après que l'unité de formation et de soutien de l'armée britannique au Belize a réduit ses effectifs en 2011.
Elle cofonde l'organisation bénévole Our Circle (« Notre cercle ») en 2014 et préside cette association. Elle mobilise environ 200 membres de la communauté LGBT pour défendre leurs droits au Belize et elle organise des espaces sécurisés pour éduquer, responsabiliser et consolider la communauté au Belize,,. Elle contribue à la création et à la mise en œuvre d'une réponse au VIH au sein des forces de défense du Belize, et prend la parole lors de la 38e réunion du Programme commun des Nations unies sur le VIH/sida à Genève ; elle œuvre comme médiatrice de conflit et est membre de l'Alliance des femmes des Caraïbes pour la diversité et l'égalité.
Elle reçoit en 2016 le prix ministériel des mains du ministre de l'Éducation et de la Jeunesse, Patrick Faber (en), dans le cadre du Mois de la Jeunesse. Derricia Castillo estime que son prix est dû à sa lutte pour les droits LGBT, mais le ministre affirme que ce n'est pas la raison de l'attribution du prix, précisant que « son orientation sexuelle ou son œuvre n'est pas un problème » mais qu'il est « contrarié par la fausse représentation du prix ». Faber déclare également qu'il envisage de le révoquer. Le ministre affirme ensuite qu'il ne lui retirera pas le prix, présente des excuses à Derricia Castillo et indique que même si son œuvre pour la communauté LGBT n'a pas été prise en compte lors de la remise du prix, elle aurait dû l'être,.
Le 29 mars 2017, la chargée d'affaires de l'ambassade des États-Unis, Adrienne Galanek, nomme Derricia Castillo comme candidate pour le Belize au Prix international de la femme de courage du département d'État américain, en raison de son travail pour l'inclusion de la communauté LGBT au Belize et pour la prévention du sida au sein des Forces armées du Belize lors de la 12e cérémonie annuelle de remise des prix à des femmes exceptionnelles.